# Ardmillan
Ardmillan est une banlieue principalement résidentielle d'Édimbourg, en Écosse. 
La zone s'est développée au milieu et à la fin de l'ère victorienne, à mesure qu'Édimbourg s'agrandissait et de nombreux appartements et maisons actuels datent de cette époque. La zone est traversée par la route A70 et son bord nord-ouest est marqué par la ligne de chemin de fer Shotts (Shotts Line (en)). Le quartier compte plusieurs pubs, petites boutiques, églises et un cimetière.

## Géographie
Ardmillan est délimitée au nord par Dalry. À l'ouest se trouve Gorgie et à l'est Fountainbridge. Shandon, Polwarth et North Merchiston se trouvent au sud d'Ardmillan.

## Histoire
Le nom vient du juge de la Court of Session, James Craufurd, Lord Ardmillan (en), qui doit son nom au château d'Ardmillan, près de Girvan. Ce nom signifie « le lieu élevé et nu » en gaélique écossais (Aird a' Mhaolain).
Le quartier compte de nombreux immeubles, ainsi que le pub « Diggers », ainsi nommé car les fossoyeurs du grand cimetière d'Ardmillan-Dalry s'y rendaient après le travail. Un autre pub du quartier, le Caledonian Sample Room, est souvent considéré à tort comme appartenant à la Caledonian Brewery toute proche (en réalité, il appartient à Punch Pubs).
Ardmillan compte deux églises. La première est l'église paroissiale Saint-Michel, une église œcuménique. Sa construction a débuté en 1879 et s'est achevée en 1883. 
Il y a également une ancienne congrégation de méthodistes wesleyens à Ardmillan.
Ardmillan abrite également un grand centre de santé moderne, Ardmillan House. Ce centre abrite le Centre de dépistage du cancer du sein du sud-est de l'Écosse,.
À la limite sud avec North Merchiston se trouve un grand parc public - Harrison Park. Les origines du parc remontent à un achat public de terrains par le conseil municipal d'Édimbourg en 1886, avec des terrains supplémentaires agrandissant le parc achetés en 1930. 

## Cimetière de North Merchiston

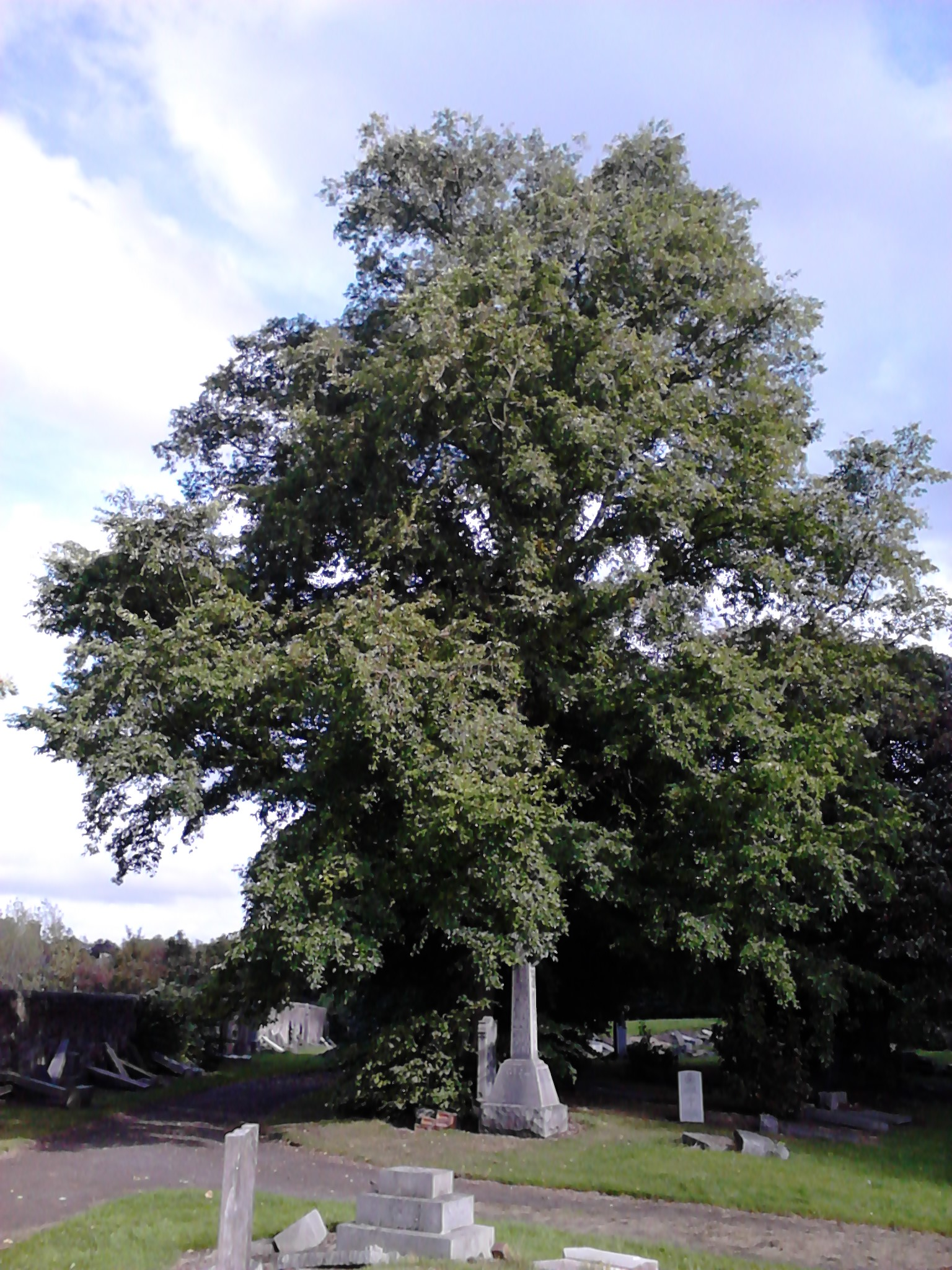
Cimetière de North Merchiston à Ardmillan.

Le cimetière de North Merchiston est un cimetière-jardin situé dans la partie ouest d'Ardmillan, à l'ouest d'Ardmillan Terrace et au nord de Slateford Road,,,. Le cimetière a été aménagé en 1881 et abrite principalement des sépultures de la fin du XIXe et du début du XXe siècle, dont plus de 120 tombes de guerre de militaires,. Il s'y trouve notamment les tombes de Charles Thomas Kennedy (en) et James Davis, tous deux récipiendaires de la Croix de Victoria, et des footballeurs Walter Fairgrieve, Bobby Walker et Alex Walker. Le cimetière était une propriété privée jusqu'au début des années 1990, date à laquelle il a été acquis par le conseil municipal en raison de problèmes de sécurité liés à son état de délabrement. Il a été construit à l'origine pour réduire la surpopulation du cimetière voisin de Dalry.